# Ironbound
《Ironbound》는 미국의 스래시 메탈 밴드 오버킬의 열다섯 번째 스튜디오 음반으로, 2010년 1월 29일, 유럽에서 뉴클리어 블래스트로, 2010년 2월 9일 MNRK 뮤직 그룹으로 발매되었다. 이 음반은 2007년 가을 《Immortalis》 발매 이후 2년여 만에 발매된 스튜디오 음반이자, 현재 레이블인 뉴클리어 블래스트에서 발매된 첫 번째 음반이다.

## 평가
| 전문가 평가      | 전문가 평가 |
| 평가 점수        | 평가 점수   |
| 출처             | 점수        |
| ---------------- | ----------- |
| About.com        | [ 3 ]       |
| AllMusic         | [ 4 ]       |
| Blabbermouth.net | [ 5 ]       |
| PopMatters       | [ 6 ]       |

《Ironbound》는 보컬리스트 바비 엘스워스가 비평가들의 극찬을 받은 주요한 점으로 높은 긍정적인 평가를 받았다. About.com의 채드 보워는 "오버킬을 돋보이게 하는 것은 독특하고 즉각적으로 알아볼 수 있는 고음의 노래를 가진 보컬리스트 바비 엘스워스입니다. 그는 그것을 누르고 더 낮은 음역대에서 노래할 수 있지만 필요할 때 통곡할 수 있습니다." Blabbermouth.net의 리뷰는 "〈Ironbound〉는 이 전설적인 연주가 테이프에 제공한 곡들 중 가장 찢어지는 모음집은 아닐지 몰라도 그들 중 하나입니다"라고 말한다. 엑소더스와 전 슬레이어의 리드 기타리스트 게리 홀트는 《Ironbound》를 "그들의 최고의 음반 중 하나이고, 너무 좋다"라고 말했다.
《Ironbound》는 오버킬이 1993년 《I Hear Black》 이후 17년 만에 빌보드 200에 차트인한 첫 번째 음반이었다. 이 음반은 미국에서 첫 주에 4,100장 이상이 팔렸고, 2010년 5월까지 미국에서 15,000장 이상이 팔렸다. 《Ironbound》는 1990년대 중반부터 밴드가 가지고 있던 그루브 메탈에 대한 실험과 미국에서의 인기 하락뿐만 아니라 수년간의 부진한 음반 판매 이후 오버킬의 "컴백"이라고 불렸다.

## 곡 목록
모든 곡들은 D.D. 버니와 바비 엘스워스에 의해 작사/작곡하였다.
| #   | 제목                      | 재생 시간 |
| --- | ------------------------- | --------- |
| 1.  | 〈The Green and Black〉   | 8:12      |
| 2.  | 〈Ironbound〉             | 6:33      |
| 3.  | 〈Bring Me the Night〉    | 4:16      |
| 4.  | 〈The Goal Is Your Soul〉 | 6:41      |
| 5.  | 〈Give a Little〉         | 4:42      |
| 6.  | 〈Endless War〉           | 5:41      |
| 7.  | 〈The Head and Heart〉    | 5:10      |
| 8.  | 〈In Vain〉               | 5:13      |
| 9.  | 〈Killing for a Living〉  | 6:14      |
| 10. | 〈The SRC〉               | 5:08      |